# 斑马莺蛤
斑马莺蛤（学名：Pteria zebra），是莺蛤目莺蛤科莺蛤属的一种。其种加词“zebra”意为“有斑马状纹样的”。主要分布于台湾，常栖息在浅海珊瑚礁、岩石底。